# خابوش (البيضاء)

تعديل مصدري - تعديل

خابوش هي إحدى قرى عزلة الشرف بمديرية البيضاء التابعة لمحافظة البيضاء، بلغ تعداد سكانها 305 نسمة حسب تعداد اليمن لعام 2004.